# ريان وارد (لاعب جمباز بهلوانية)
ريان وارد (بالإنجليزية: Ryan Ward)‏ هو لاعب جمباز بهلوانية ‏ أمريكي، ولد في 13 نوفمبر 1989.

## وصلات خارجية
- ريان وارد على موقع الاتحاد الدولي للجمباز (biography) (الإنجليزية)
- ريان وارد على موقع الاتحاد الأمريكي للجمباز (الإنجليزية)